# Frausseilles

Frausseilles este o comună în departamentul Tarn din sudul Franței. În 2009 avea o populație de 95 de locuitori.

## Evoluția populației
| An        | 1975 | 1982 | 1990 | 1999 | 2006 | 2009 |
| --------- | ---- | ---- | ---- | ---- | ---- | ---- |
| Populație | 121  | 116  | 100  | 85   | 92   | 95   |